# Izquierda Republicana (1977)
Izquierda Republicana (IR) és un partit polític espanyol, considerat hereu de l'històric partit fundat per Manuel Azaña el 1934.

## Història
Després de la mort de Franco i l'aprovació de la Llei per a la Reforma Política, IR no va ser inscrita al Registre de Partits Polítics fins al 10 de novembre de 1977. Es va incorporar a les Plataformes del Referèndum OTAN del 1983 al 1986. L'abril d'aquell mateix any va participar en la creació d' Esquerra Unida (IU), de la qual es va deslligar el 2002 davant el que consideraven les dificultats de desenvolupar un projecte polític propi.
Així, a les eleccions generals de 2004, IR va participar amb les seves pròpies llistes a les eleccions al Congrés dels Diputats, excepte al País Valencià, on va formar part de la candidatura Esquerra Unida - L'Entesa. A les eleccions al Senat va presentar candidatures al costat del Partit d'Acció Socialista (PASOC), amb la denominació Coalició Republicà-Socialista. Tanmateix, els seus resultats van ser testimonials. A les eleccions al Parlament Europeu d'aquest any va participar a la candidatura d'Esquerra Unida-Iniciativa per Catalunya Verds.
Posteriorment el partit va patir una forta divisió interna, amb els contraris a retornar a Esquerra Unida rebel·lant-se en les federacions que controlaven, mentre que el sector oficialista, amb Joaquín Rodero Carretero com a nou Secretari General, recuperarien contactes amb IU, que llavors tenia en marxa l'anomenada Refundació de l'Esquerra per a obrir i reorganitzar la federació.
El conflicte intern va provocar que IR no pogués presentar-se com a tal a les eleccions al Parlament Europeu de 2009 com un dels integrants de L'Esquerra, candidatura liderada per IU, encara que Joaquín Rodero va figurar finalment en el número set de la llista com a independent. Al juny de 2010 van celebrar un Congrés Extraordinari on es va nomenar Francisco Javier Casado Arboniés com a Secretari General i es va reelegir Pablo Rodríguez Cortés com a President Federal; així mateix es va decidir la seva participació en el projecte de Refundació de l'Esquerra.
El 5 de febrer de 2011, IR es va reincorporar oficialment a IU. El sector del partit contrari a la integració a IU es va escindir i, després de perdre una batalla judicial per les sigles d'IR, es va integrar a Alternativa Republicana (ALTER), un partit creat el 2013 per reactivar Acción Republicana Democrática Española (ARDE).
Posteriorment el partit ha participat a través d'IU de les diverses candidatures d'unitat de l'esquerra a nivell estatal, com Units Podem, o autonòmic, com En Comú Podem, Per Andalusia, En Común, entre d'altres.